# Gabriel ibn al-Qilai
Gabriel ibn al-Qilai (en transcription exacte Jibrāyīl ibn al-Qilā'i, en latin Gabriel Benclaius ou Barclaius) est un religieux chrétien libanais, appartenant à l'Église maronite, né en 1447 à Lehfed, dans le district de Jbeil, mort en 1516 à Chypre. Entré dans l'ordre franciscain vers 1470, il fut consacré évêque maronite de Chypre en 1507.

## Biographie
Les informations sur lui se trouvent surtout dans l'œuvre historiographique du patriarche Étienne Douaihy, qui s'est beaucoup inspiré de lui. Défendant l'idée de la perpétuelle orthodoxie romaine des Maronites, le patriarche a notamment combattu l'idée qu'Ibn al-Qilai les avait convertis au catholicisme en 1494.
Il était fils de Buṭrus al-Qilā'i du village de Leḥfed. Le mot Qilā'i renvoie à une maison située dans une zone rocheuse. Selon la coutume, il fut confié à un prêtre nommé Ibrāhīm ibn Dray pour apprendre auprès de lui le syriaque et la lecture des livres liturgiques. D'après le patriarche Douaihy, il fut atteint dans sa jeunesse d'une ophtalmie qui fut cause de sa rupture avec sa fiancée et de son retrait de la société.
Vers 1470, il se rendit en pèlerinage à Jérusalem avec un autre jeune homme nommé Jean. Dans cette ville se trouvait la custodie de Terre sainte de l'ordre franciscain. Le recrutement des deux jeunes Maronites dans l'ordre est attribuée au frère flamand Gryphon de Courtrai (1405 - † au couvent Saint-François de Famagouste le 18 juillet 1475), rattaché de 1450 à sa mort à la mission franciscaine du Mont Liban et chargé des relations avec les Maronites.
Les jeunes Libanais durent effectuer leur année de noviciat dans le couvent du Mont Sion. Après avoir prononcé leurs vœux, ils furent envoyés à Venise pour compléter leur formation. Gabriel suivit en Italie (à Venise et à Rome) un cursus d'arts libéraux et de théologie qui dura au moins sept ans. Lui-même dit qu'il séjourna à Rome pendant sept mois et accomplit avec son camarade Jean une formation théologique au couvent d'Aracœli. Dans l'éloge funèbre qu'il fit de son ami Jean, il rapporte que pendant ce séjour en Italie ils furent souvent en butte à des gens qui accusaient l'Église maronite d'hérésie et qu'ils la défendirent avec vigueur. Tous deux furent ordonnés prêtres en Italie.
Ils firent retour en Orient probablement en 1483/85. Ensuite, jusqu'à sa consécration épiscopale en 1507, la vie d'Ibn al-Qilai se déroula entre Qannoubine (centre de l'Église maronite), Beyrouth (où se trouvait un couvent franciscain Saint-Sauveur) et Jérusalem (le couvent franciscain du Mont Sion).
À cette époque, l'Église maronite était très tiraillée entre ses liens déjà anciens avec la papauté et la présence très forte au Liban de l'Église jacobite, dont elle était culturellement très proche (liturgie, usage du syriaque occidental). Le Libanais Noé de Bqoufa (près d'Ehden, au cœur du pays maronite) fut patriarche d'Antioche des Jacobites de 1493 à 1509. Il n'y avait pas moins de deux couvents de la région d'Ehden qui étaient occupés par des moines éthiopiens (de l'Église copte éthiopienne, appartenant à la même communion que l'Église syrienne jacobite). En outre un muqaddam (chef local) nommé 'Abdel Min'im Ayyûb († 1495) s'était rallié à la cause jacobite.
Ibn al-Qilai se consacra notamment à lutter contre l'influence jacobite (qui avait gagné, apparemment, son village natal de Lehfed et des membres de sa parenté) pour arrimer les Maronites à l'Église catholique.
Le 23 novembre 1494, le responsable franciscain Francesco Suriano, alors custode de Terre sainte, adressa une lettre peu amène au patriarche maronite Siméon de Hadath : il s'étonnait que celui-ci, élu en 1492, n'ait encore envoyé personne à Rome pour demander le pallium (c'est-à-dire la confirmation de son élection) ; des « ennemis » du nouveau primat, regroupés à Chypre où l'Église maronite était largement implantée, l'accusaient d'avoir rompu l'union avec la papauté ; Suriano demandait au patriarche de se justifier et de renouveler par écrit, avec les évêques, les prêtres et les responsables laïcs de la nation maronite, leur adhésion à l'Église catholique. C'est Gabriel ibn al-Qilai qui fut envoyé par Suriano pour enquêter sur les accusations et recueillir le nouvel acte de foi du patriarche et de son peuple.
Nous savons par les textes conservés qu'Ibn al-Qilai se consacra à cette tâche au Liban au moins jusqu'en 1499. En 1507, l'évêque des Maronites de Chypre Joseph de Kasaphani étant mort, il fut élu à sa succession. Il résida d'abord au couvent Saints-Nuhra-et-Antoine de Nicosie, siège traditionnel des évêques maronites, puis transféra ce siège au couvent Saint-Georges de Tala.
Les relations entre les hiérarchies latine et maronite à Chypre étaient exécrables : en 1514, Ibn al-Qilai écrivit au pape Léon X pour se plaindre des nuisances que les évêques latins infligeaient aux propriétés du grand monastère maronite Saint-Jean de Khuzbandu. Le pape répondit en 1515 en confirmant les droits des Maronites, et envoya deux autres lettres à ce sujet, à l'archevêque latin et au gouverneur vénitien de l'île.

## Œuvre
Gabriel ibn al-Qilai est l'auteur d'une œuvre littéraire abondante, mélant traités en prose et poèmes, qui fait de lui le premier écrivain maronite moderne. Les historiographes maronites des XVIIe et XVIIIe siècles (Antoine-Fauste Nairon, Étienne Douaihy, Joseph-Simonius Assemani) lui sont largement tributaires.
En outre il a traduit en arabe de nombreux textes en latin ou en italien de l'Église latine, introduisant la littérature de celle-ci chez les Maronites.

### Les traités en prose
- Kitāb 'an 'ilm al-ilāhīyāt, traduction arabe partielle du Compendium theologicæ veritatis du dominicain Hugues Ripelin de Strasbourg (v. 1205-v. 1270) ;
- Kitāb īḑāḥ al-'īmān (Livre de l'explication de la foi), en une introduction et quatre livres (daté par le patriarche Douaihy de 1494) ;
- Kitāb an-nāmūs (Livre de la loi), collection de plusieurs traités sur les sacrements ;
- Kitāb 'an al-īmān (Livre sur la foi), collection de traités sur le symbole de Nicée et le dogme de Chalcédoine ;
- Zahrat an-nāmūs (Fleur de la loi), instructions sur les sacrements et la prière quotidienne ;
- Kitāb mijmā'ī min qawl al-qiddīsīn al-aḥyār (Livre rassemblant les paroles des saints bienheureux), collection de sermons sur la vie dévote et de traités de théologie ;
- Kitāb 'iẓāh (Livre de sermons) ;
- Discours sur le saint sacrement, collection de quatre discours sur ce sujet ;
- Traité sur la messe et ses rubriques  ;
- Explication de la confession sacrée ;
- Apocalypse de saint Jean (traduction de ce livre de la Vulgate latine à l'arabe transcrit en garshouni) ;
- Commentaire du prologue de l'évangile selon saint Jean ;
- L'Art bref de Raymond Lulle (traduction de ce texte en arabe) ;
- Le Livre des cinq Sages de Raymond Lulle (idem) ;
- De la philosophie, de l'astrologie et d'autres sujets ;
- Traité sur le calendrier attribué à Eusèbe de Césarée (traité de comput dans un mélange de syriaque et d'arabe transcrit en garshouni) ;
- Excommunication contre les Melkites (traduction d'un texte latin dirigé contre l'Église grecque) ;
- I'tiqād ša'b Mārūn (Foi du peuple de saint Maron), collection de traités contre Thomas de Kfartab, un monophysite du XIe siècle ;
- Collection de bulles pontificales adressées aux Maronites (traduites du latin en arabe).

### Les lettres
- Lettre contre les Jacobites (réfutation d'un texte de Noé de Bqoufa, alors évêque jacobite d'Homs);
- Lettre à un prêtre maronite (un prêtre de Jebbet Bcharré accusé par Ibn al-Qilai d'être un crypto-jacobite) ;
- Lettre aux habitants de Lehfed ;
- Lettre au patriarche Siméon de Hadath (datée du 16 novembre 1494, faisant l'historique des relations entre les Églises latine et maronite) ;
- Lettre à l'évêque David (datée du 23 décembre 1495, adressée à un évêque jacobite natif de Lehfed);
- Lettre à Georges al-Rāmī (un prêtre maronite rallié aux Jacobites);
- Lettre au peuple de saint Maron (datée du 7 mai 1499) ;
- Lettre aux habitants du Mont Liban ;
- Testament spirituel (écrit à ses proches depuis Chypre à la fin de sa vie).

### Les poèmes
- Sur la vie de Marie et celle de Jésus (741 vers de deux hémistiches de douze syllabes chacun ; poème adressé aux pèlerins en visite à Jérusalem) ;
- Sur Marie-Madeleine (19 vers de deux hémistiches de douze syllabes chacun) ;
- Sur le dimanche des Rameaux (56 vers de deux hémistiches de douze syllabes chacun) ;
- Sur Constantin et la Croix (500 vers de deux hémistiches de douze syllabes chacun) ;
- Sur saint Alexis (90 distiques, ou 180 vers, chaque vers de deux hémistiches de sept syllabes chacun ; forme dite « mélodie éphrémienne ») ;
- Sur saint Lucius (ou Nuhra) (133 distiques, ou 266 vers, en « mélodie éphrémienne » ; histoire d'un saint martyrisé sous Dioclétien, vénéré par les Maronites) ;
- Sur sainte Euphrosyne (230 distiques, ou 240 vers, en « mélodie éphrémienne ») ;
- Sur saint Syméon le Stylite (375 vers de deux hémistiches chacun ; il s'agit de Syméon l'Ancien, mais l'auteur le confond parfois avec Syméon le Jeune) ;
- Sur les sphères (269 vers, 12+12, poème inspiré du Tractatus de Sphæra de Joannes de Sacrobosco) ;
- Sur la science (179 distiques, ou 358 vers, en « mélodie éphrémienne », éloge des gens studieux) ;
- Sur le zodiaque, les planètes et les fêtes mobiles (122 vers, 12+12, poème sur le comput) ;
- Sur la médecine et l'influence des astres (82 distiques, ou 164 vers, en « mélodie éphrémienne » ; l'influentia planetarum dans l'ancienne médecine) ;
- Sur les quatre conciles (147 distiques, ou 294 vers, en « mélodie éphrémienne » ; les quatre premiers conciles œcuméniques, de Nicée à Chalcédoine, avec un passage sur l'origine de l'Église maronite);
- Éloge funèbre de Jean, mort noyé (zajal élégiaque, 21 quatrains, soit 84 vers, en « mélodie éphrémienne » ; son vieux compagnon Jean, devenu évêque de 'Aqura après 1492, s'est noyé dans un naufrage en se rendant par mer à un pèlerinage au Saint-Sépulcre);
- Contre ceux qui ont semé l'ivraie parmi les Maronites (poème transmis incomplètement, en « mélodie éphrémienne » organisée en distiques, dont subsistent 243 vers sur environ 350 ; la lutte d'Ibn al-Qilai contre les Jacobites);
- Sur le Mont Liban (295 distiques, ou 590 vers, en « mélodie éphrémienne », texte le plus connu d'Ibn al-Qilai, poème racontant l'histoire de la nation maronite, se terminant par la strophe suivante : « Ces événements ont été écrits dans les larmes/ Et sont tirés des livres de l'Histoire./ Ils couvrent six cents ans,/ Qui correspondent à l'ère de Maron au Mont Liban » ; un texte qui a joué un grand rôle dans la formation de l'identité maronite).

### Les poèmes d'attribution incertaine
- Poème sur Abraham (92 distiques en « mélodie éphrémienne ») ;
- Poème sur saint Chayna (21 distiques) ;
- Poème sur Joseph le Beau (564 distiques, soit 1 128 vers, en « mélodie éphrémienne », sur l'histoire de Joseph fils de Jacob) ;
- Poème sur saint Antoine le Grand (250 distiques) ;
- Poème sur sainte Barbe (53 distiques) ;
- Poème sur les sciences et les astres (143 vers) ;
- Poème sur la Vierge debout sous la Croix (10 distiques) ;
- Poème sur la Trinité (92 distiques).

Une trentaine d'autres poèmes ont été attribués à Ibn al-Qilai de façon plus arbitraire, ou improbable.

## Éditions
Plusieurs textes ont été édités par le père Ibrahim Harfouche dans la revue Al-Manāra : vol. 2, 1931, p. 805-813, 901-907 ; vol. 3, 1932, p. 99-106, 177-184, 260-263 (lettre au patriarche Siméon de Hadath), p. 264-268 (poème sur le dimanche des Rameaux), p. 268 (poème sur la Vierge debout sous la Croix) ; vol. 7, 1936, p. 653-663, 767-779 (poème sur Constantin et la Croix). Du même éditeur, dans la revue Al-Machriq, vol. 14, 1911, p. 433-437, poème sur la chute de Tripoli et sa prise des mains des croisés.
- Boutros Gemayel (éd.), Zajaliyyāt (= poèmes populaires) de Gabriel Ibn al-Qilā'ī, Beyrouth, 1982 (dont le poème Sur le Mont Liban ; texte arabe seul).
- Ray Jabre Mouawad (éd.), Lettres au Mont-Liban par Gabriel Ibn al-Qilā'ī (XVe siècle), publiées et traduites avec une présentation historique du Mont-Liban de l'époque, Paris, Geuthner, 2001.